# سام أنجوس
سام أنجوس (21 يوليو 1967) هي كاتبة إنجليزية أشتهرت بكتابة روايات الأطفال المتعلقة بالمغامرات التاريخية. ألفت كتب عديدة منها الكلب الجندي و القبطان والحصان البطل و البيت على جزيرة الطنان. تناولت معظم رواياتها الحقبة المظلمة في تاريخ الاستعمار البريطاني.

## مؤلفاتها

### الكلب الجندي
هي روايتها الأولى (In English:Soldier Dog) ، هي قصة مجند قاصرومضطرب عمل كمراسل في الحرب العالمية الأولى. تستند قصة كلب ستانلي رايدر إلى القصة الحقيقية لـ Airedale Jack. فازت الرواية بجائزة North East Book Award لعام 2012 ، وتم إدراجه في الترشيحات لجائزة CILIP Carnegie Medal.

### القبطان
(In English:Captain) ، وهي رواية أخرى عن الحرب العالمية الأولى ، هي قصة لاجئ شاب من أوروبا الوسطى تم تجنيده في فرقة Mule Corps وخدم في الحرب مع حماره في جاليبولي والشرق الأوسط. تم ترشيح الكتاب في عام 2015 لميدالية CILIP Carnegie في عام 2015.

### البيت على جزيرة الطنان
(In English:The House on Hummingbird Island) ، المُدرج في القائمة الطويلة لجائزة CILIP Carnegie والمُدرج في القائمة المختصرة لجائزة كتاب مدارس Cheshire ، هي قصة عن بلوغ سن الرشد على خلفية الحرب العالمية الأولى ، وتتناول قضايا العرق ، وكذلك مساهمة جزر الهند الغربية في الحرب ومعاملتها على أيدي البريطانيين. بينما تتخلص إيدي جريس الصغيرة من جلود طفولتها ، فإنها تواجه الحقائق المعقدة لميراثها الجيني.

### مدرسة سكاي لاركس
(In English:School for Skylarks) ، هي قصة تلميذة تم إجلاؤها من لندن ، والتي تم إرسالها خلال الحرب العالمية الثانية للعيش مع عمة غريبة الأطوار في منزل فخم غريب الأطوار على حد سواء. عندما يتم الاستيلاء على منزلهم ليصبح مدرسة ، ينقلب عالم ليلى المنعزل رأساً على عقب.

## حياتها
التحقت بكلية ترينيتي بكامبريدج. لديها خمسة أطفال والعديد من الخيول وكلب أبيض صغير.